# Radhika Govindrajan
Radhika Govindrajan je indoamerická antropoložka, výzkumnice a univerzitní profesorka. Její výzkum se zaměřuje především na studium zvířat, hlavně na leopardy a slony. V současnosti působí jako asistentka profesorka na University of Washington. Govindrajan získala uznání díky své akademické práci, zejména díky knize s názvem „Animal Intimacies“ (Zvířecí intimita). Tato práce poskytuje etnografický pohled na mezidruhové vztahy ve střední himálajské oblasti státu Uttarakhand.

## Kariéra
Získala titul MA v historii na Jawaharlal Nehru University v roce 2006 a doktorát z antropologie na Yale University v roce 2013. Po absolvování studia na Yale University působila jako lektorka na University of Illinois, než přešla na University of Washington, kde se v roce 2015 stala docentkou antropologie.
Je autorkou knih zabývajících se studiem zvířat, mezi nimiž vyniká oceněná kniha s názvem „Animal Intimacies: Interspecies Relations in India's Central Himalayas“. Tato práce, odehrávající se v prostředí Středních Himálají, zkoumá vztahy mezi lidmi a zvířaty. Knihu oficiálně vydalo University of Chicago Press v květnu 2018. Govindrajanová rovněž obdržela cenu Edwarda Camerona Dimocka od Amerického institutu indických studií za svůj přínos v oblasti „Animal Intimacies: Interspecies Relations in India's Central Himalayas“ a byla oceněna cenou Gregoryho Batesona v roce 2019.
V červnu 2020 byla zařazena mezi stipendisty ročníku 2020 American Council of Learned Societies.